# Basionym
Das Basionym (von altgriechisch βάσις básis „Grundlage“ und ὄνυμα ónyma „Name“; Sinn: „ursprünglicher Name“) ist ein Begriff des Internationalen Codes der Botanischen Nomenklatur (ICBN). Ein Basionym ist dasjenige Synonym eines gültigen wissenschaftlichen Namens, von dem dieser abgeleitet ist. Ein Basionym kann der erste gültige wissenschaftliche Name sein, unter dem ein Taxon beschrieben wurde, allerdings ist das nicht immer der Fall (siehe Beispiele). In der Bakteriologie wird dieser Fall als Basonym bezeichnet.

## Regeln
Nach den Regeln des ICBN wird der Autor (genauer: sein Autorkürzel) des Basionyms bei Änderung der systematischen Einordnung des beschriebenen Taxons in runden Klammern hinter dem neuen Namen des Taxons aufgeführt, gefolgt vom Autor des neuen, korrekten Namens. Dieses Verfahren des Doppelzitats von Erstautor und aktuellem Autor wird in der Botanik sowohl für Übertragung z. B. einer Art in eine andere Gattung verwendet, als auch für Rangstufenänderungen, bei denen beispielsweise einem ursprünglich als Unterart beschriebenen Taxon Artstatus zugewiesen wird oder umgekehrt. Die geschilderte Praxis erlaubt es, ausgehend von der aktuellen Benennung eine historische Namenskombination trotz Umbenennung oder Übertragung zurückzuverfolgen.
In der Nomenklatur der Prokaryoten gelten ähnliche Regeln. Als Prokaryoten werden zwei Domänen in der Biologie zusammengefasst, die Archaeen (Archaea) und die Bakterien (Bacteria). Für die wissenschaftlichen Namen von Prokaryoten wird der International Code of Nomenclature of Prokaryotes (ICNP, Internationaler Code der Nomenklatur der Prokaryoten) – in Kurzform als Prokaryotischer Code bezeichnet – verwendet.  Bis 2019 wurde der Code als International Code of Nomenclature of Bacteria (ICNB) bezeichnet. Nach dem ICNP wird bei einer Umkombination (Combinatio nova, comb. nov.) einer Art zu einer anderen Gattung oder einer Subspezies zu einer anderen Spezies der Autor bzw. die Autoren und das Jahr der Veröffentlichung des Basonyms in runden Klammern hinter dem neuen Namen des Taxons aufgeführt, gefolgt von dem Autor oder den Autoren mit Jahreszahl der Anerkennung der neuen Kombination (Regeln 34a und 34b des ICNP). Bei den Namen von Prokaryoten werden keine Autorenkürzel verwendet, sondern der Nachname genannt, dies gilt bei einem oder zwei Autoren. Falls mehrere Wissenschaftler an der Beschreibung beteiligt waren, wird nur ein Name und die Abkürzung et al. verwendet. Das Verfahren ist neben der Übertragung auch bei einer Rangstufenänderung (Regel 34c, betrifft die Rangstufen von Subspezies bis Gattung) vorgesehen. Der Originalname ist das Basonym (Regel 34a).
Anders sehen die Autorenzitate aus, wenn ein Nomen novum (nom. nov.) – ähnlich dem Ersatznamen in der Zoologie – gebildet werden muss, weil das Art- bzw. Subspezies-Epitheton ersetzt werden muss, da es sonst zu einem nicht erlaubten Homonym kommen würde. In diesem Fall werden die Autorennamen und das Jahr der Veröffentlichung des Basonyms nicht beim neuen Namen angegeben (Regeln 34a und 34b). Der Originalname ist das Basonym. In der Datenbank List of Prokaryotic names with Standing in Nomenclature (LPSN) wird das Basonym als früheres homotypisches Synonym erklärt, „früher“ bezieht sich auf das Jahr der Veröffentlichung. Schwierigkeiten bereiten mehrere, aufeinander folgende Umkombinationen, die bei Prokaryoten-Taxa häufiger vorkommen und das Auffinden oder Benennen des korrekten Basonym erschweren, vergleiche Beispiele im folgenden Abschnitt. Daher wurde mit der 2022 Revision des ICNP die Regel 27 erweitert: In allen nach dem 1. Januar 2023 veröffentlichten Artikeln zur Festlegung von Combinatio nova (comb. nov., Umkombination, neue Kombination) müssen die dadurch entstandenen homotypischen oder heterotypischen Synonyme aufgeführt und das Basonym muss angegeben werden.
In der zoologischen Nomenklatur wird der Begriff Basionym dagegen nicht verwendet. Er entspricht dort in etwa dem Begriff „ursprüngliche Schreibweise“ (original spelling).

## Beispiele

### Botanik
Rangänderung (status novus): Das Basionym von Achillea millefolium L. subsp. sudetica (Opiz) Weiß ist Achillea sudetica Opiz. Dieses Taxon wurde zunächst von P. M. Opiz benannt; Weiß degradierte es zur Unterart und vergab den neuen Namen.
Das Basionym ist nicht zwangsläufig der älteste gültige Name. Carl von Linné beschrieb 1753 die Baumart Adenanthera falcataria L. (1753). Je nach Bearbeiter wird die Art einer von zwei unterschiedlichen Gattungen zugeordnet:
- Bei Einordnung in die Gattung Paraserianthes ist der korrekte Name Paraserianthes falcataria (L.) I. C. Nielsen; Adenanthera falcataria L. (1753) ist das Basionym.
- Bei Einordnung in die Gattung Falcataria ist der korrekte Name Falcataria moluccana (Miq.) Barneby & J. W. Grimes. In diesem Fall ist Albizia moluccana Miq. (1855) das zugehörige Basionym, ohne der älteste gültige Name zu sein. Die Verwendung von Falcataria falcataria ist nicht zulässig (Tautonym).

### Prokaryoten
Übertragung einer Art in eine andere Gattung: Ein Bakterium wurde 1985 durch Fabienne Bonjour und Michel Aragno als Vertreter der Gattung Bacillus beschrieben und als Bacillus tusciae bezeichnet. Durch Hans-Peter Klenk und weitere Wissenschaftler wird die Übertragung in eine neu etablierte Gattung Kyrpidia vorgeschlagen und 2012 anerkannt. → Kyrpidia tusciae (Bonjour & Aragno 1985) Klenk et al. 2012 comb. nov. ist demnach die gültige Bezeichnung; das Basonym ist Bacillus tusciae Bonjour & Aragno 1985.
Rangstufenänderung: E. Tsakalidou und weitere Wissenschaftler haben 1998 ein Bakterium als Vertreter der Gattung Streptococcus beschrieben und als Streptococcus macedonicus bezeichnet. Spätere Untersuchungen von L. Schlegel und Kollegen ergeben, dass das Bakterium der Art Streptococcus gallolyticus sehr ähnlich ist, aber genügend Unterschiede aufweist, um nicht als identisch zu gelten. Sie schlagen daher die Etablierung von Unterarten (Subspezies) von S. gallolyticus vor, was 2003 anerkannt wird. → Streptococcus gallolyticus subsp. macedonicus (Tsakalidou et al. 1998) Schlegel et al. 2003 comb. nov. ist demnach die gültige Bezeichnung; das Basonym ist Streptococcus macedonicus Tsakalidou et al. 1998.
Mehrfache Umkombinationen: Es liegen für ein Bakterium vier homotypische Synonyme vor, die durch Umkombinationen in den Jahren 1980, 1993 bzw. 1998 entstanden sind:
1. Flavobacterium heparinum Payza & Korn 1956 (Approved Lists 1980),
2. Cytophaga heparina (Payza & Korn 1956) Christensen 1980,
3. Sphingobacterium heparinum (Payza & Korn 1956) Takeuchi & Yokota 1993,
4. Pedobacter heparinus (Payza & Korn 1956) Steyn et al. 1998.

Bei der ersten Combinatio nova im Jahr 1980 ist Nr. 2 der korrekte Name (comb. nov. wird angehängt) und Nr. 1 das einzige homotypische Synonym und gleichzeitig das Basonym. Bei der zweiten Umkombination im Jahr 1993 ist Nr. 3 der korrekte Name (comb. nov. wird angehängt) und Nr. 1 sowie Nr. 2 sind homotypische Synonyme, während Nr. 1 gleichzeitig das Basonym ist. Bei der dritten Umkombination im Jahr 1998 ist Nr. 4 der korrekte Name (comb. nov. wird angehängt) und Nr. 1, Nr. 2 sowie Nr. 3 sind homotypische Synonyme, während Nr. 1 gleichzeitig das Basonym ist. Dieses Beispiel zeigt die Notwendigkeit der Erweiterung der Regel 27 des ICNP.
Nomen novum: Ein Bakterium wurde 1978 durch Strohl und Tait als Vertreter der Gattung Cytophaga beschrieben und als Cytophaga aquatilis bezeichnet, der Name erschien auf den Approved Lists of Bacterial Names von 1980. Durch Bernardet und weitere Wissenschaftler wird die Übertragung in die Gattung Flavobacterium vorgeschlagen und 1992 anerkannt. Dann müsste der Name zu Flavobacterium aquatile geändert werden, dieser Name ist jedoch bereits für ein anderes Bakterium, nämlich Flavobacterium aquatile corrig. (Frankland and Frankland 1889) Bergey et al. 1923 (Approved Lists 1980) vergeben, es würde ein nicht erlaubtes Homonym entstehen. → Der Name Flavobacterium hydatis Bernardet et al. 1996 nom. nov. wird vorgeschlagen, ohne Hinweis auf das Basonym in Klammern. Cytophaga aquatilis Strohl and Tait 1978 (Approved Lists 1980) ist das Basonym.